# Bey al-mahalla
Bey al-mahalla (in arabo بيه المحلّة‎?), che letteralmente significa Bey del campo, era un titolo destinato all'erede designato al trono del Beilicato di Tunisi. Il titolo era assegnato anche al membro più anziano della famiglia beilicale, secondo al solo Bey.
L'ultima persona a essere insignita d'un tale titolo fu Principe Husayn Bey, Bey al-mahalla, erede husaynide designato di Tunisia dal 1955, fino all'abolizione della monarchia nel 1957.
Dalla proclamazione dell'indipendenza tunisina del 20 marzo 1956 gli è stato attribuito il titolo di Principe della Corona.